# 阿萨巴斯卡油砂

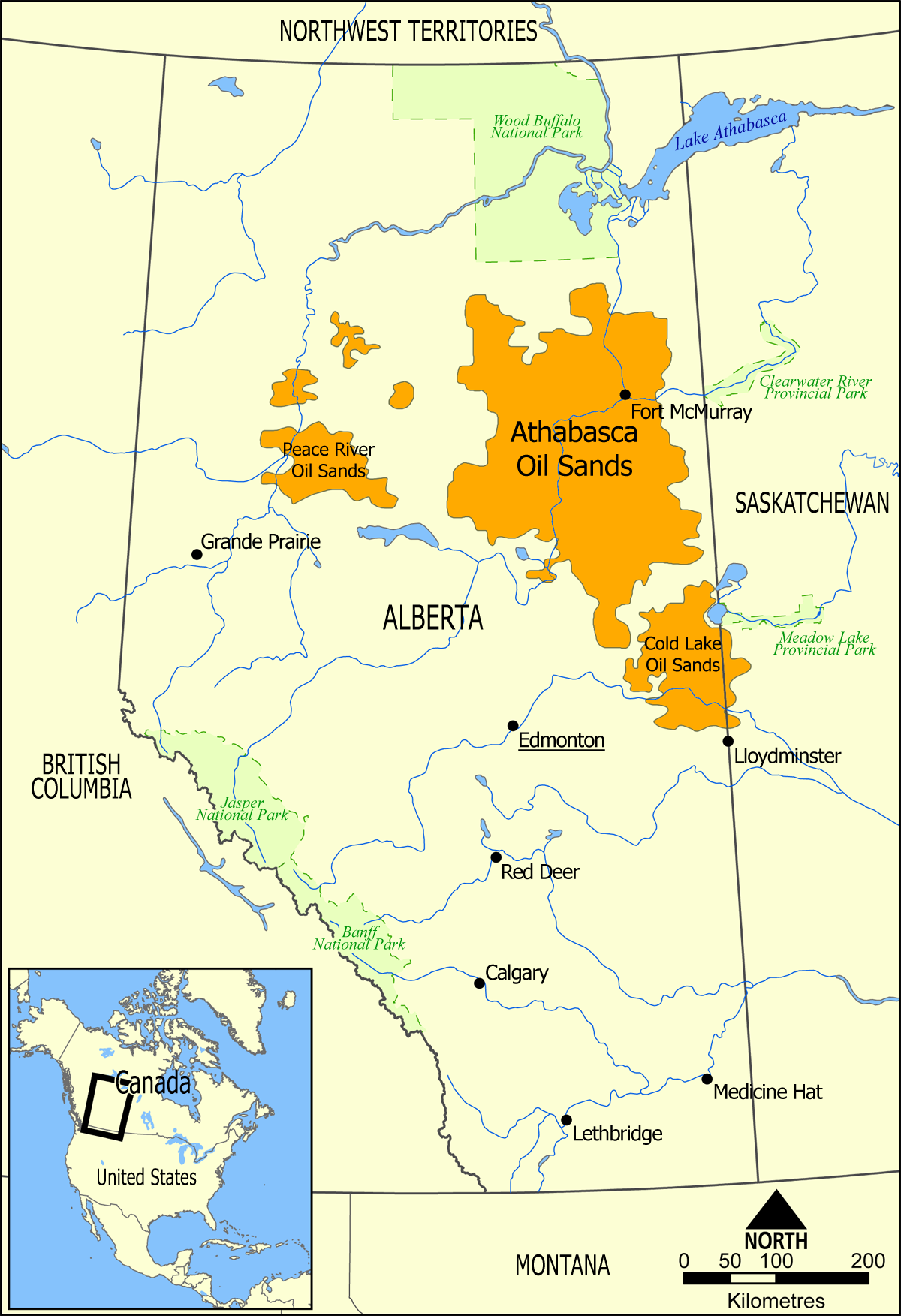
阿萨巴斯卡油砂在艾伯塔省及加拿大的位置

阿萨巴斯卡油砂田，也称为阿萨巴斯卡焦油砂，是由沥青或重油等（粘度为 5,000 – 10,000厘泊）组成的大型矿床，其中包括非常规储藏资源。阿萨巴斯卡油砂位于加拿大艾伯塔省的东北部，大致以新兴城镇麦克默里堡为中心。 这些油砂主要储存在麦克默里地层中，是一种由原油沥青（一种半固态岩石状的原油）、硅砂、粘土矿物和水的组成的混合物。 阿萨巴斯卡矿床是世界上已探明的最大的原油和沥青储层，同时在阿尔伯塔省三大油砂矿床中也是最大的，另外两个是附近的皮斯河矿床和冷湖矿床（后者延伸到萨斯喀彻温省）。 
这些油砂矿床储藏在一片覆盖着的北方森林和厚苔沼（泥炭沼泽）总面积达141,000平方公里（54,000平方英里）区域的地下，其沥青地质储量约为1.7万亿桶（270×109立方米），与世界已探明的常规石油总储量相当。 国际能源署(IEA) 列出的阿萨巴斯卡油矿的经济可采储量（按 2007 年价格和现代非常规石油生产技术计算）为1780亿桶（28.3 × 109立方米）  ，约占这些矿床总储量的10%。  这些都使加拿大在探明总储量位居世界第三位，仅次于沙特阿拉伯和委内瑞拉的奥里诺科矿带。 
截至 2009 年，两种使用的开采方法是原位开采（当沥青出现在地下较深处（这种开采方法约占油砂总开发的 80%））和地表或露天开采（当沥青更接近地表） 。 使用露天开采方法只能提取 20% 的沥青，而这种方法需要使用巨大的液压铲和400 吨重型卡车对土地进行大规模挖掘。 露天采矿会留下有毒的尾矿池塘。 相比之下，原位 开采使用更专业的技术，例如蒸汽辅助重力排水技术（SAGD）。 “80%的油砂将在原地开发，其占艾伯塔省油砂地区总表面积的97.5%。”  2006年，阿萨巴斯卡矿床是世界上唯一一个适合大规模露天开采的大型油砂储层，尽管该储层的大部分只能使用最近开发的原位技术来进行开采。 
油砂开采对当地以及周围的环境造成了重大影响，原住民、科学家、律师、记者和环保组织将其描述为生态灭绝。      

## 外部連結
- Pembina Institute: Oil Sands Analysis
- Alberta's Oil Sands: Key Issues and Impacts （页面存档备份，存于）
- Mud, Sweat and Tears （页面存档备份，存于）—Guardian Newspaper, 2007
- Hugh McCullum, Fuelling Fortress America: A Report on the Athabasca Tar Sands and U.S. Demands for Canada's Energy （页面存档备份，存于） (The Parkland Institute)
- Oil Sands History—Syncrude Canada
- Oil Sands Discovery Centre—Fort McMurray Tourism
- Alberta's Oil Sands—Alberta Department of Energy
- What are oil sands and heavy oil?-Canadian Centre for Energy Information
- （法語） Du sable dans l'engrenage （页面存档备份，存于） TV document by Guy Gendron and Jean-Luc Paquette describing the Athabasca oil sands issues.
- Athabasca Oil Sands （页面存档备份，存于） at NASA Earth Observatory. Includes a series of satellite photos from 1984 to 2011, showing how the project has developed.
- Alberta Government Oil Sands Information Portal （页面存档备份，存于） Interactive Map and Data Library
- Report one Athabasca Oil Sands （页面存档备份，存于） at Dartmouth College Library